# Mesochorus diversus
Mesochorus diversus är en stekelart som beskrevs av Dasch 1974. Mesochorus diversus ingår i släktet Mesochorus och familjen brokparasitsteklar. Inga underarter finns listade i Catalogue of Life.